# Giuseppe De Spuches
Giuseppe De Spucches, prince de Galati, est un homme de lettres et homme politique italien, né à Palerme le 9 juillet 1819, mort à Palerme le 13 novembre 1884.

## Biographie
Il a pour professeur Luigi Fornaciari à Lucques.
Figure du classicisme palermitain, il publie des textes à la forte dimension patriotique. Son poème en tercets, Adèle de Bourgogne ou la chute de Bérenger, publié en 1853, reçoit les compliments de Giosuè Carducci. Il traduit Œdipe roi de Sophocle et Hélène d'Euripide.
Il préside l'Académie des Sciences, des Lettres et des Arts ainsi que de la Commission des Antiquités et des Beaux-Arts pour laquelle il dirige les campagnes de fouilles à Ségeste et Solonte.
Député au Parlement révolutionnaire de 1848-1849, il est le dernier préteur de Palerme sous les Bourbons, entre 1856 à 1860, après quoi il est député au Parlement national lors de la dixième législature.
Il épouse la poétesse Giuseppina Turrisi Colonna qui meurt en 1848, quelques mois après leur mariage.
Il fait partie des fondateurs de la Société sicilienne pour l'histoire de la Patrie en 1873.